# Reserva Natural de Khanka
A Reserva Natural de Khanka (em russo: Ханкайский заповедник) é uma área protegida da Rússia que abrange porções da costa e as águas do Lago Khanka, o maior lago de água doce no Extremo Oriente Russo. É uma área importante para o ninho e migração de aves aquáticas e outras aves. A reserva é dividida em cinco sectores distintos nas margens sul e leste do lago. A reserva está situada no distrito de Spassky, no sudoeste do Krai de Primorsky.

## Topografia
Os dois terços do sul de Khanka encontra-se na Rússia, enquanto o terço do norte está na China. A superfície total do lago é de 4190 quilómetros quadrados. A reserva é dividida em cinco secções que cobrem partes da costa sul, a costa oriental e um esporão que se estende do nordeste do lago. O terreno ao redor do lago é principalmente plano, com colinas ao largo do lago. O ponto mais alto é de 147 metros. Em torno do lago existem pântanos subjacentes por uma camada grossa de argila.

## Clima e eco-região
O clima de Khanka é um clima continental húmido, caracterizado por grandes oscilações de temperatura, tanto entre o dia e a noite como entre estações, com verões suaves e invernos frios e com neve. A temperatura alta média mensal é de 20 ° C em Julho, enquanto que a temperatura mínima média mensal mínima é de -21 ° C em Janeiro. A precipitação ocorre principalmente no verão, com precipitação anual média de 500 e os 650 milímetros.

## Eco-educação e acessos
Como uma reserva natural estrita, ela é fechada ao público em geral, embora os cientistas e aqueles com finalidades de "educação ambiental" possam fazer acordos com a administração do parque para visitas. Há, no entanto, zonas de lazer ao longo dos lagos que estão abertas para turismo de baixo impacto. Além disso, existem rotas de "eco-turísmo" com torres de observação de pássaros para uso sazonal pelo público, mas o uso exige que as licenças sejam obtidas antecipadamente e o tamanho do grupo e os números são limitados. O escritório principal está na cidade de Spassk-Dalny.